# Província de Makira-Ulawa

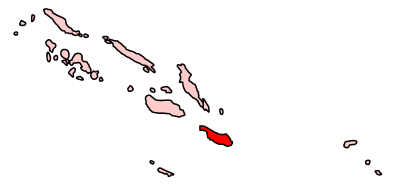
Mapa da Província de Isabel.

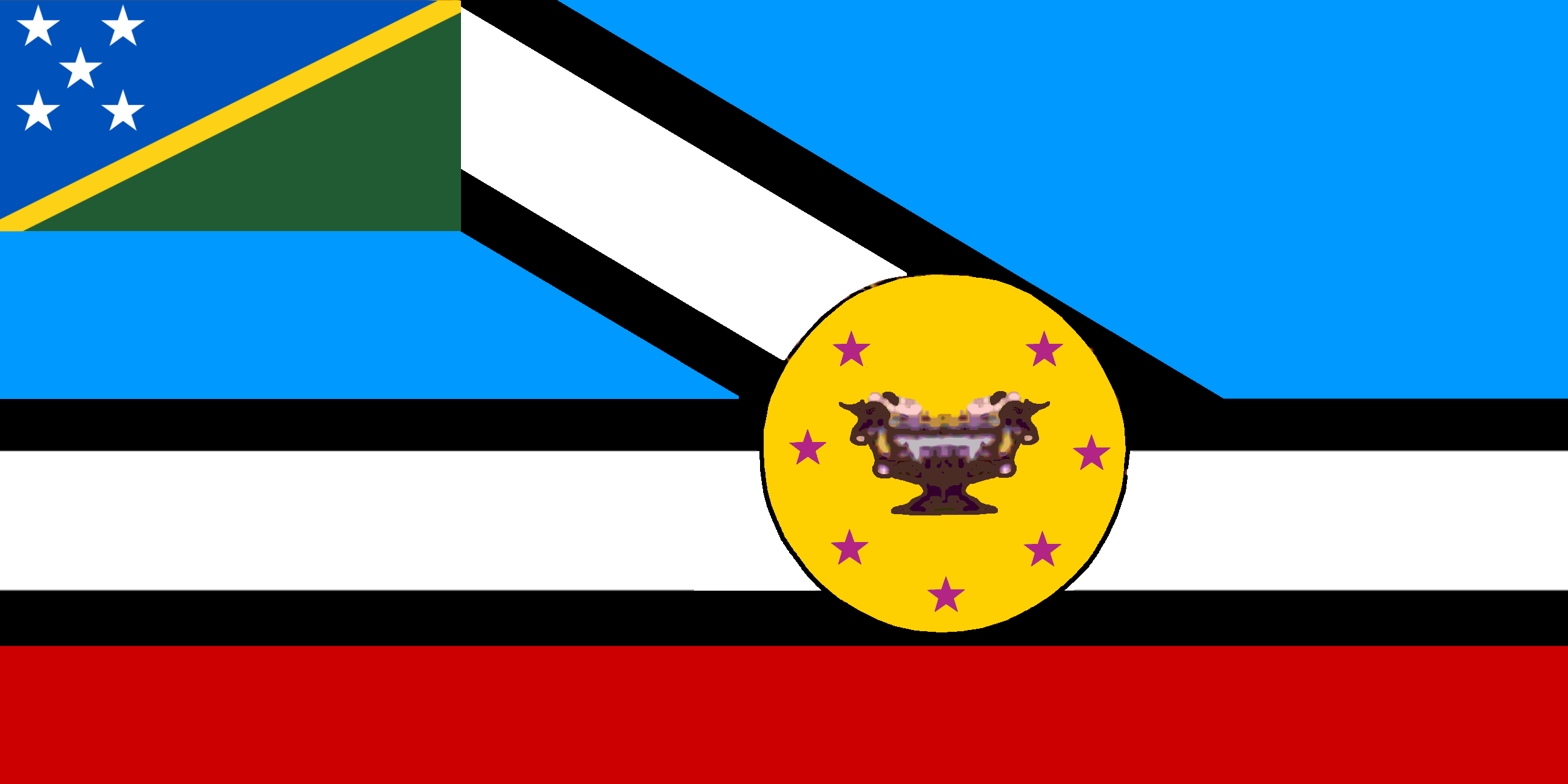
Bandeira da província de Makira-Ulawa, Ilhas Salomão.

A Província de Makira-Ulawa é uma das nove províncias das Ilhas Salomão, no Oceano Pacífico. A sua capital é Kirakira, na ilha Makira, que é a maior desta província. 
A província de Makira-Ulawa é grande mas relativamente pouco povoada. Em 2009 tinha 40419 habitantes.
As ilhas ou grupos de ilhas que formam a província são:
- Ali'ite
- Makira (San Cristobal)
- Malaulalo
- Malaupaina
- Owaraha (Santa Ana)
- Owariki (Santa Catalina)
- Pio
- Ugi
- Ulawa